# 내장산 굴거리나무 군락
내장산 굴거리나무군락은 대한민국 전북특별자치도 정읍시 내장산에 있는 굴거리나무의 군락이다. 대한민국의 천연기념물 제91호로 지정되어 있다.